# 中台 (川越市)
中台（なかだい）は埼玉県川越市の町名。郵便番号は350-1159。

## 地理
川越市南部に位置する。北でむさし野・新宿町、東で中台元町、南で今福、南西で中台南、西でむさし野南と接する。

## 歴史
町名地番整理により成立した。

### 沿革
- 1889年（明治22年）[4]4月1日 - 町村制施行により、今福村、中福村、砂久保村、上松原村、下松原村、下赤坂村の6か村が合併、入間郡福原村が成立。
- 1955年（昭和30年）4月1日 - 川越市に編入[5]。
- 2013年（平成25年）3月4日 - 町名地番整理を実施。新宿、大仙波、大仙波新田、今福、大塚新田の各一部から中台一〜三丁目が成立[6]。
一部では大字と番地が同じでも小字が異なる場合、地名地番整理対象外となっている所がある。

#### 地番整理対象、対象外地域
| 大字地区名 | 地名地番整理対象外の小字                                                                       | 地名地番整理対象地区の小字 （中台1〜3丁目に変更になった地区）                                                                      | 備考 |
| ---------- | ---------------------------------------------------------------------------------------------- | --- | ---- |
| 福原       | - 武蔵野 - 翠野 - 飛地元砂新田分 - 新川 - 中台元寺井分 （一部地区のみ） - 迯水 - 北平野 - 平野 | - 中台元小久保分 - 中台元寺井分 （一部地区のみ） - 武蔵野開中台元谷中分 - 武蔵野今福脇元大袋分 - 武蔵野元今成分 - 下久保元南大塚分 |      |

※出典

## 世帯数と人口
2017年（平成29年）10月1日現在の世帯数と人口は以下の通りである。
| 丁目       | 世帯数  | 人口    |
| ---------- | ------- | ------- |
| 中台一丁目 | 322世帯 | 739人   |
| 中台二丁目 | 319世帯 | 779人   |
| 中台三丁目 | 321世帯 | 652人   |
| 計         | 962世帯 | 2,170人 |

## 小・中学校の学区
市立小・中学校に通う場合、学区は以下の通りとなる。
| 丁目       | 番地 | 小学校               | 中学校               |
| ---------- | --- | -------------------- | -------------------- |
| 中台一丁目 | 1〜5 9-5 100-1〜100-11 100-16、100-20 100-30 100-37〜100-39                                                                    | 川越市立新宿小学校   | 川越市立城南中学校   |
| 中台一丁目 | 8-5 9-1、9-4 9-6〜9-最終 100-25、100-29 100-31〜100-33                                                                         | 川越市立武蔵野小学校 | 川越市立城南中学校   |
| 中台一丁目 | その他 | 川越市立福原小学校   | 川越市立福原中学校   |
| 中台二丁目 | 100-1 | 川越市立新宿小学校   | 川越市立城南中学校   |
| 中台二丁目 | 100-13 100-49 | 川越市立武蔵野小学校 | 川越市立城南中学校   |
| 中台二丁目 | その他 | 川越市立福原小学校   | 川越市立福原中学校   |
| 中台三丁目 | 1〜3 5-1〜5-11 5-20〜5-最終 9-2〜9-3 100-1〜100-6 100-35 100-37〜100-41 104                                                    | 川越市立武蔵野小学校 | 川越市立城南中学校   |
| 中台三丁目 | 5-12〜5-19 6-1〜6-3、6-5 7-1〜7-4、7-9 7-11〜8-5、8-7 8-11〜9-1 13-1、14〜15 100-7〜100-9 100-13 100-18〜100-21 100-42〜100-43 | 川越市立武蔵野小学校 | 川越市立武蔵野小学校 |
| 中台三丁目 | その他 | 川越市立福原小学校   | 川越市立福原中学校   |

## 交通

### 鉄道
地区内に鉄道は敷設されていない。西武新宿線南大塚駅が最寄り（西に約1.5 km）。また、JR東日本川越線、東武東上線川越駅が北に2 km以上離れた場所にある。

### 道路
- 関越自動車道 - 中台通りが交差する陸橋周辺で町域を僅かに掠める。
- 埼玉県道6号川越所沢線 - 下記バス路線が設定されている。
- 中台通り - 同上。愛称は川越市道路愛称選定委員会により制定[10]。

### 路線バス
- 西武バス川越営業所
「中台橋」、「今福武蔵野」、「つつじが丘住宅入口」停留所
  - 本53:本川越駅 - 川越駅西口 - 市立川越高校 - 今福武蔵野 - 今福中台
  - 本54:本川越駅 - 川越駅西口 - 市立川越高校 - 今福武蔵野 - 今福中台 - 柳窪 - 川越営業所[11]
- 西武バス所沢営業所
「八雲神社」停留場（県道6号線沿い。所在地は中台元町）
  - 新所02:本川越駅 - 川越駅西口 - 今福 - 上赤坂 - 所沢営業所 - 新所沢駅東口
  - 本55:本川越駅 - 川越駅西口 - 今福 - 上赤坂 - 所沢営業所[12]

## 施設
1丁目
- 関本記念病院

2丁目
- 御嶽神社
  - 中台自治会館
- 中台二丁目広場
- 中台第四公園
- 三共自動車教習所

3丁目
- 雇用促進住宅
- 平野公園
- 市民の森第7号[13]